# Casa Parés
|  | Per a l'edifici homònim de Vilafranca del Penedès, vegeu Casa Parés (Vilafranca del Penedès). |

La Casa Parés és un edifici del municipi de Figueres (Alt Empordà) que forma part de l'Inventari del Patrimoni Arquitectònic de Catalunya.

## Descripció
És un edifici situat al principi del carrer Nou, en xamfrà amb la Rambla. És un edifici que forma cantonada en angle obtús amb carreus de pedra, trencant el ritme i donant aspecte de fortificació. La planta baixa està dedicada a local comercial. Al primer pis destaquen tres balcons poc sortit i petits allindanats. El segon pis té tres balcons més sortits i són més grans. Trobem una repetició dels tres balcons en les pisos superiors en ordre decreixent. La façana és d'arrebossat deteriorada per la col·locació de canonades i tubs. Cal tenir en compte les divisions en vertical a partir del segon pis a través d'unes incisions rectangulars. Hi ha motllura de separació horitzontal entre el quart i les golfes. Cobriment amb cornisa i terrassa. Les dues façanes són compostes igual.